# Média-Participations

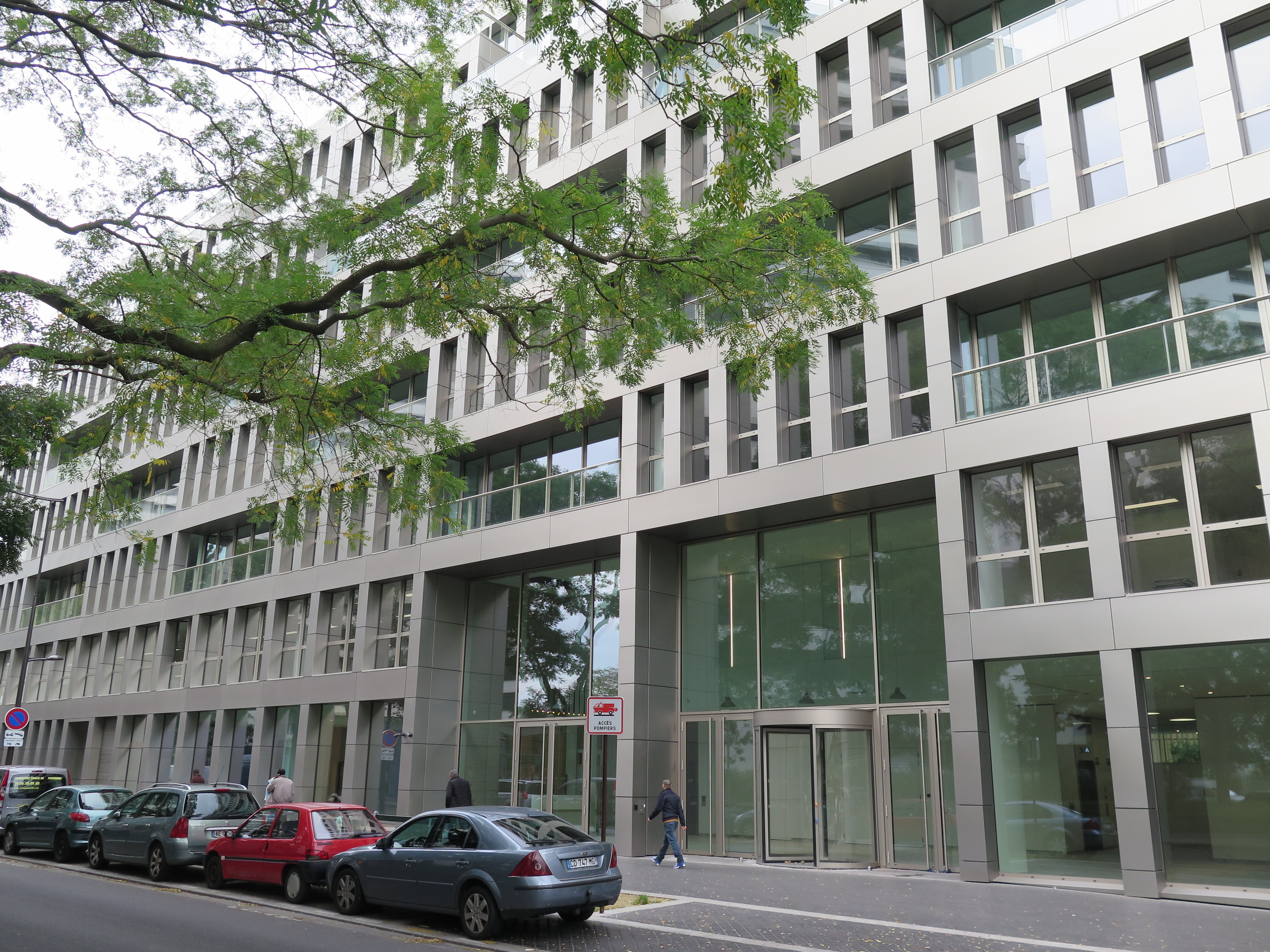
Le siège parisien au 57 rue Gaston Tessier depuis mars 2018.

Média-Participations est un groupe d'édition, de médias et de divertissement franco-belge fondé en 1986 par l'avocat d'affaires et ancien ministre Rémy Montagne, contrôlé par une holding de droit belge, MP Belgique. 
Depuis le rachat du groupe La Martinière en 2017, Média-Participations est l'un des cinq premiers acteurs de l'édition en France, ainsi que dans le secteur de la bande dessinée, au niveau européen.

## Historique

### Naissance du groupe et développement par Rémy Montagne
À partir de 1981, Rémy Montagne, déjà propriétaire par le passé de journaux régionaux publiés dans l'Eure et très lié à des personnalités comme François Michelin, reprend l'hebdomadaire Famille chrétienne, après avoir rendu visite au pape Jean-Paul II. Il fédère peu à peu autour du groupe Ampère, qu'il est en train de constituer, des maisons d'édition spécialisées dans le secteur religion et spiritualité, alors en difficulté, telles que Fleurus et Mame. L'Union des œuvres catholiques de France lui cède sa participation majoritaire dans Fleurus en 1985. Média-Participations est créée le 20 septembre 1986 en tant que holding de droit belge et intègre le groupe Ampère. Jean-Paul Pigasse est nommé président. En mai 1987, sont acquises les éditions Desclée (Gedit-Bégédis), puis les Éditions du Lombard — rebaptisées simplement Le Lombard —, et enfin l'éditeur de vidéo Citel. En décembre 1988, Média-Participations, qui en possédait déjà 38 % depuis un an, fait l'acquisition de l'éditeur français de bandes dessinées Dargaud qui contrôle également le magazine Rustica. En août 1988, Média-Participations achète la Sofida (Droguet et Ardant, Tardy, et La Lucarne) maisons d'édition intégrées à Fleurus. En juillet 1989, Jean-Loup Dherse remplace Jean-Paul Pigasse à la présidence du groupe. Le rachat de Mame a lieu cette même année.

### Sous Vincent Montagne
Le président et fondateur du groupe Rémy Montagne meurt en janvier 1991 ; c'est son fils Vincent Montagne qui reprend la direction opérationnelle du groupe Média-Participations, à 31 ans. Créé un an plus tôt pour la télévision, le groupe obtient en 1992 à travers Citel un accord de licence vidéo des droits des Aventures de Tintin et fait l'acquisition des éditions Blake et Mortimer. En octobre 1994, est formé Mame-Fleurus.
En 1996, Média-Participations acquiert Marina Productions, devenu Dargaud Media. En 1999, est créée la coentreprise entre Dargaud et Lucky Productions pour l'édition et les droits du personnage Lucky Luke sous le nom de Lucky Comics. 
En septembre 2001, le groupe reprend le fonds des Éditions Chronique, l'intègre à Dargaud, puis acquiert les droits des héros de bandes dessinées Cubitus, Achille Talon et Boule et Bill. Toujours en 2001, la chaîne de télévision française diffusée par le câble et le satellite Télé Mélody est lancée ; Média-Participations en est l'un des principaux actionnaires. En 2002, un nouveau centre de distribution, MDS, est ouvert à Dourdan. La maison de production de dessins animés Storimages rejoint le groupe. En 2003, la société française de production d'animation Ellipsanime du groupe StudioExpand est rachetée à sa société mère, le Groupe Canal+. Les Éditions Mango sont acquises en juin. 
En juin 2004, Média-Participations acquiert l'éditeur de bandes dessinées belge Dupuis à Albert Frère. Le groupe devient alors le plus important groupe d'édition de bandes dessinées en Europe et le troisième éditeur français. Un accord de distribution est aussi signé avec Michelin — société à laquelle la famille Montagne est liée — et les Éditions des Voyages Michelin et les Éditions Champflour sont rachetées. En 2006, la filiale vidéo Citel lance Kana Home Video consacré aux dessins animés japonais. En 2008, un accord de distribution entre le groupe d'édition britannique Pearson et Média-Participations est signé et une participation est prise dans le groupe PGV Maison. En 2009, l'éditeur de jeux vidéo et de logiciels de loisirs Anuman Interactive passe sous le contrôle du groupe. Prise de participation dans La Procure (groupe catholique de librairie et vente par correspondance). En 2010, c'est le lancement du portail d'achat e-bd Izneo et la création des Éditions Huginn&Muninn. En 2011, le groupe prend le contrôle de Gravity Europe, en partenariat avec Gravity Co. Un accord de licence est signé avec Time Warner pour l'exploitation du catalogue et de personnages de DC Comics sous le label Urban Comics.
En septembre 2017, le groupe entre en négociations exclusives et rachète La Martinière Groupe. Deux mois plus tôt, le groupe acquiert la majorité des parts dans les Éditions Anne Carrière.
En 2018, Média-Participations ouvre son premier parc à thèmes, Parc Spirou Provence, à Monteux dans le Vaucluse. Il réunit des attractions issues d'univers de BD de l'éditeur Dupuis.
En février 2021, Michelin et Média-Participations créent une société commune, Michelin Éditions, contrôlée à 60 % par cette dernière. 
En septembre 2022, le groupe rachète 50 % des parts de la Fnac dans Izneo et en devient l'actionnaire majoritaire.

## Holding
La holding de contrôle de Média-Participations est une société de droit belge, MP Belgique, créée en 1991. Le capital est majoritairement contrôlé par la famille Montagne (75 % en 2017). Parmi les autres actionnaires figurent La Martinière Participations, Axa, Michelin, Caisse des dépôts et consignations, CIC Finances, ainsi que des fonds d'investissements belges (Siparex, Sofina),.

## Pôles d'activités
Média-Participations regroupe des entreprises appartenant à plusieurs secteurs :

### Édition

#### Livres
Livres pour la jeunesse, pratiques et religieux ; cette activité représente 15 % du chiffre d’affaires de Média-Participations en 2010.
Groupe La Martinière :
- La Martinière :
  - Minerva,
  - Minard
  - Abrams (New York)
  - Seuil
  - éditions de l'Olivier
  - Don Quichotte
  - Métailié
  - éditions du Sous-Sol
  - Petit et Petit

Groupe Fleurus :
- Fleurus :
  - Fleurus Enfants (jeunesse),
  - Fleurus Jeunesse (jeunesse),
  - Créativa (art de vivre),
  - Fleurus presse est devenu une filiale du groupe La Vie-Télérama en 1986 qui l'a revendu en 2009 ;
- éditions Mame (religieux) 
  - Mame (jeunesse et adulte)
  - Mame-Desclée (théologie et liturgie)
  - Mame-Tardy (catéchèse et préparation aux sacrements)
  - Anciennes marques d'édition du groupe : éditions Chalet, éditions Droguet et Ardant, Éditions Universitaires, Éditions Pontificales, Mame-Plon, Mame-Edifa, Fleurus Rameau et Fleurus religion ;
- Rustica Éditions (art de vivre) ;
- Éditions Mango :
  - Mango jeunesse (jeunesse),
  - Mango pratique (art de vivre) :
    - Mango Art de vivre,
    - Mango Art du fil,

  - (collection : Mots et Cie…)
- EDISER (Éditions Sécurité Routière) de novembre 2017 à juin 2024
- ENPC (Éditions Nationales du Permis de Conduire) intégré à EDISER du 1er janvier 2020 à juin 2024
- Éditions Vagnon (Nautisme, secourisme, pompiers)
- Editions Chronique
- Éditions du Triomphe depuis 2020

Autres filiales :
- Anne Carrière
- Plein Jour
- Alma
- Livres historiques et thématiques
  - Éditions Huginn et Munin
- Livres d'entreprise 
  - Mediatoon Publishing
  - Chronique
- Éditions Champflour

#### Presse
Cette activité représente 15 % du chiffre d’affaires de Média-Participations (2011).
- Rustica, fondé en 1928, est un hebdomadaire consacré au jardinage, au bricolage, à la décoration, diffusé à 200 000 exemplaires.
  - Rustica Pratique, une collection de magazines trimestriels, en petit format qui édite l'Almanach Rustica.
- PGV Maison :
  - Système D, magazine consacré au bricolage depuis 1924, diffusé à 130 000 exemplaires.
    - Le bricolage pour tous, hors-série de Système D consacré au bricolage.

  - Bricothèmes, auparavant hors-série de Système D, Bricothèmes devient un magazine trimestriel à part entière en juin 2010. Il est destiné aux bricoleurs.
  - Tout en Un, trimestriel
- La Gazette des Petits Gourmands, éditée depuis 2009, est distribuée tous les deux mois aux enfants de 5 à 10 ans dans les cantines scolaires municipales.
- La Gazette des Collégiens.
- Revues de bande dessinée :
  - Spirou, hebdomadaire de bande dessinée du groupe Dupuis.
  - Pilote, édité par Dargaud; Pilote est né en 1959 et fut l'incontournable magazine de la bande dessinée jusqu'en 1989. Depuis 2004, Pilote reparaît de manière ponctuelle en fonction de l'actualité.
  - Batman Saga, Justice League Saga, Green Lantern Saga ... publiés par Urban Comics.
- Famille Chrétienne, hebdomadaire familial de presse catholique d'information religieuse et d'actualité créé en 1978, adapté du magazine italien Famiglia Cristiana, diffusé à 62 499 exemplaires[12] ;
- Magnificat, mensuel de liturgique fondé en 1992, édité en France par Tardy, filiale du Groupe Fleurus. Cette revue se veut un accompagnement à la prière pour les catholiques ; également édité en anglais, allemand et espagnol. Ce mensuel compte plus de 500 000 abonnés à travers le monde.
  - Magnificat Junior,
  - MagnifiKid!, mensuel fondé en 2003, version de Magnificat destinée aux 6-12 ans.

#### Bande dessinée et mangas
La bande dessinée représente plus de 30 % du chiffre d’affaires du groupe, avec 600 nouveautés par an (dont plus d'un tiers de mangas) vendus à près de 12 millions d'exemplaires par an.
Chaque maison d'édition développe de manière autonome sa politique éditoriale, son catalogue et sa stratégie de communication. Les maisons françaises sont basées à Paris, Le Lombard et Kana à Bruxelles, et Dupuis à Charleroi. Tous les éditeurs belges ont une antenne éditoriale à Paris.
- Dargaud : XIII, IAN, Achille Talon, Capitaine Albator, Berceuse assassine, Blacksad, Blueberry, Le Chat du Rabbin, Cliff Burton, Isaac le pirate, Iznogoud, Lefranc, Merlin, Michel Vaillant, Ric Hochet, Rubrique-à-brac, Le Scorpion, Sylvain et Sylvette, Valérian, Le Monde sans Fin, etc. ;
- Le Lombard : Les Schtroumpfs, Clifton, Cubitus, L'Élève Ducobu, IR$, Léonard, Thorgal, Yakari, etc. ;
- Éditions Blake et Mortimer : Blake et Mortimer ;
- Lucky Comics : Les Dalton, Kid Lucky, Lucky Luke, Rantanplan ;
- Dupuis : L'Agent 212, Boule et Bill, Cédric, L'Épervier, Félix, Gaston Lagaffe, Jérôme K. Jérôme Bloche, Kid Paddle, Lady S., Largo Winch, Mélusine, Les Paparazzi, Papyrus, Le Petit Spirou, Pierre Tombal, Les Psy, Sac à puces, Les Schtroumpfs, Spirou et Fantasio, Toupet, Les Tuniques bleues, Les Zappeurs, etc. ;
- Kana Manga : Naruto, Death Note, Yu-Gi-Oh!, etc. ;
- Urban Comics : DC Comics, Vertigo, etc.
- Ankama Éditions appartenant à la société mère Ankama, qui publie manga et bande dessinées.
- Vega (anciennement Vega Dupuis), co-entreprise entre Kadokawa (51%) et Dupuis (49%) depuis début 2024[13], publie des manga comme des light novel.

#### Jeux de société
- IELLO : l'un des principaux éditeurs européens de jeux de société, également distributeur, est acquis en 2022[14].

### Multimédia
Le jeu vidéo, l'audiovisuel et la vidéo assurent environ 15 % du CA du groupe.

#### Studios d'animation
Les sociétés de production du groupe produisent 3 à 5 nouvelles séries d'animation pour la télévision par an. Elles gèrent un catalogue de plus de 3 000 heures d'animation.
- Belvision, Producteur historique de dessins animés dans les années 1960, basé en Belgique : Tintin, Astérix, Lucky Luke, Johan et Pirlouit, Les Schtroumpfs… Il coproduit des séries telles que Princesse du Nil, Boule et Bill, Iznogoud… ;
- Dargaud Media ex Dargaud-Marina a produit : Les Aventures fantastiques du commandant Cousteau (en coproduction avec France 3), Kitou Scrogneugneu (en coproduction avec TF1), Les Nouvelles Aventures de Lucky Luke (en coproduction avec Gaumont-Xilam), Les Fils de Rome (en coproduction avec M6), Monsieur Bonhomme (en coproduction avec France 3), Boule et Bill (TF1) et Valérian (France 3), Garfield et Cie (en coproduction avec France 3), La famille Blaireau et Renard... ;
- Ellipsanime, studio d'animation créé en 1987 sous le nom d'Ellipse Programme par le Groupe Canal+ et acquis en 2003 produit : Les Aventures de Tintin, Drôles de petites bêtes, Bravo Gudule, Blake et Mortimer, Babar, Bob Morane, Corto Maltese, Bécassine, Rupert, Les Marchiens, Famille Pirate, Xcalibur, Kong, Insektors, Potlach, Le Manège enchanté… ;
- Dupuis Audiovisuel produit des séries adaptées de son catalogue et coproduites avec les principales chaînes françaises (TF1, France3, M6, Canal+, CanalJ…), et vendues à l'international : Spirou, Flash Gordon, Papyrus, Jojo, Cédric, Kid Paddle (M6), Largo Winch, Petit Spirou ;
- Storimages, producteur de dessins animés pour les plus jeunes : L'âne Trotro, Yakari, Alice, de l'autre côté du miroir… ;
- Citel, édition de DVD pour enfants et des séries télé, téléfilms culturels et historiques,
  - Kana Home Video, créé en 2006 éditeur d'animation japonaise : Naruto, One Piece, Death Note, Fairy Tail… ;
- Participations minoritaires dans Dreamwall, studio d'animation en 2D et 3D créé en 2007, basé en Belgique productions : Cédric3 et Spirou et Fantasio (animations 2D), Merci Gudule, Birds Band, Garfield et Léonard (animations 3D) ; et Keywall, prestataire de services audiovisuels destinés aux chaînes de télévision, aux maisons de production, aux entreprises et aux collectivités ;
- Dupuis Films, fictions et de documentaires ;
- VF Films Production, production de documentaires et fictions télévisé : Strip-Tease, La Justice en France, etc. (300 heures de programmes).
- Participation dans Ankama, société mère d'Ankama Animations
- MadLab Animations, co-créé par Ankama Animations et Ellipsanime Productions

#### Jeux vidéo et interactif
Vente de contenus dématérialisés (Anuman, Gravity Europe, Izneo, Mediatoon Interactive) 
- Microids : édition de logiciels, applications et jeux vidéo dédiés au grand public, sur de nombreuses plateformes numériques : PC, Mac, iPhone, iPad, appareils Android, Consoles de jeux (Wii, Nintendo DS, PSP, PS3, Xbox 360...) et sur Facebook ;
- Gravity Europe : éditeur de jeux vidéo ;
- Co-actionnariat d'Izneo avec tous les grands éditeurs français et belges de bande dessinée : plateforme de diffusion et de distribution de bande dessinée numérique.
- Participation dans Ankama, société mère d'Ankama Games

#### Chaînes de télévision
- Le groupe participe au capital de Télé Mélody, une chaîne centrée sur les seniors avec des émissions de télé, les chanteurs et les présentateurs des années 1960 et 1970. Créée en 2001, la chaîne a capitalisé 1,2 million d’abonnés.
- ADN, (chaîne OTT de dessins animés japonais)

### Distribution et diffusion
La distribution assure 20 % du CA du groupe en 2010.
- MDS : distributeur des ouvrages du groupe Média-Participations, des cartes et guides Michelin, des publications des Editions Pearson depuis 2008, en France et en Belgique.
- Dargaud Suisse : distributeur des ouvrages du groupe en Suisse.
- Ballon Media (actionnaire minoritaire) : distributeur des BD éditées par le groupe en néerlandais en Flandre et aux Pays-Bas.
- Mediatoon Distribution : distributeur de programmes audiovisuels à l'international.

La diffusion est assurée par Média Diffusion, force commerciale du groupe, présent à tous les niveaux de clientèle en France et en Belgique. Outre les ouvrages du groupe, Média Diffusion diffuse plusieurs éditeurs externes spécialisés dans la jeunesse et la bande dessinée.

### Anciennes filiales ou marques
- Dada (magazine)
- Détours en France Magazine (magazine),
- Votre Maison, Votre Jardin (magazine).